# 2004-es Copa América
A 2004-es Copa América a 41. kiírása volt a dél-amerikai válogatottak első számú tornájának. A tornát a CONMEBOL szervezte, melynek a házigazdája Peru volt. A CONCACAF szövetségből Mexikót és Costa Rica-t hívták meg a tornára.
A tornát Brazília nyerte meg, ezzel Brazília lett az első olyan válogatott, amely egyidőben világbajnok és a Copa América címvédője is volt. A győztes részt vehetett a 2005-ös konföderációs kupán, azonban Brazília világbajnokként már egyébként is résztvevő volt, ezért a torna második helyezettje, Argentína indulhatott.

## Résztvevők
| - Argentína - Bolívia - Brazília - Chile | - Costa Rica - Ecuador - Kolumbia - Mexikó | - Paraguay - Peru - Venezuela - Uruguay |

## Helyszínek
| Város    | Stadion                      | Befogadóképesség |
| -------- | ---------------------------- | ---------------- |
| Arequipa | Estadio Arequipa             | 40 000           |
| Chiclayo | Estadio Elías Aguirre        | 25 000           |
| Cuzco    | Estadio Garcilaso de la Vega | 45 056           |
| Lima     | Estadio Nacional             | 45 574           |
| Piura    | Estadio Miguel Grau          | 26 550           |
| Tacna    | Estadio Jorge Basadre        | 25 850           |
| Trujillo | Estadio Mansiche             | 25 000           |

## Játékvezetők
| - Héctor Baldassi - René Ortubé - Márcio Rezende de Freitas - Rubén Selman - Óscar Ruiz - William Mattus | - Pedro Senatore Ramos - Marco Rodríguez - Carlos Amarilla - Eduardo Lecca - Gilberto Hidalgo - Gustavo Brand |

## Eredmények
A 12 résztvevőt 3 darab 4 csapatos csoportba sorsolták. A csoportok végső sorrendje körmérkőzések után alakult ki. A győzelem három, a döntetlen egy pontot ért. Ha két vagy több csapat azonos ponttal állt, az alábbiak alapján határozták meg a sorrendet:
1. jobb összesített gólkülönbség
2. az összes mérkőzésen szerzett több gól
3. az érintett csapatok mérkőzésein szerzett több pont
4. sorsolás

A csoportok első két helyezettje, valamint a két legjobb harmadik helyezettje jutott tovább a negyeddöntőbe, ahonnan egyenes kieséses rendszerben folytatódtak a küzdelmek.
- Az időpontok helyi idő szerint (UTC–5) vannak feltüntetve.

### Csoportkör
| Jelmagyarázat                                                                         |
| ------------------------------------------------------------------------------------- |
| A csoportok első két helyezettje bejutott az egyenes kieséses szakaszba.              |
| A csoportok legjobb két harmadik helyezettje bejutott az egyenes kieséses szakaszba.  |
| A csoportok legrosszabb harmadik, valamint a csoportok negyedik helyezettjei kiestek. |

#### A csoport
| Csapat    | M | Gy | D | V | G+ | G– | Gk | P |
| --------- | - | -- | - | - | -- | -- | -- | - |
| Kolumbia  | 3 | 2  | 1 | 0 | 4  | 2  | +2 | 7 |
| Peru      | 3 | 1  | 2 | 0 | 7  | 5  | +2 | 5 |
| Bolívia   | 3 | 0  | 2 | 1 | 3  | 4  | –1 | 2 |
| Venezuela | 3 | 0  | 1 | 2 | 2  | 5  | –3 | 1 |

| 2004. július 6. |

| Venezuela | 0–1   | Kolumbia              |
| --------- | ----- | --------------------- |
|           | (0–1) | Moreno 21' (11-esből) |

| Estadio Nacional, Lima Nézőszám: 45 000 Játékvezető: Márcio Rezende (brazil) |

| 2004. július 6. |

| Peru                                | 2–2   | Bolívia                |
| ----------------------------------- | ----- | ---------------------- |
| Pizarro 67' (11-esből) Palacios 86' | (0–1) | Botero 35' Álvarez 57' |

| Estadio Nacional, Lima Nézőszám: 45 000 Játékvezető: Héctor Baldassi (argentin) |

| 2004. július 9. |

| Kolumbia  | 1–0   | Bolívia |
| --------- | ----- | ------- |
| Perea 90' | (0–0) |         |

| Estadio Nacional, Lima Nézőszám: 35 000 Játékvezető: Pedro Senatore Ramos (ecuadori) |

| 2004. július 9. |

| Peru                                        | 3–1   | Venezuela     |
| ------------------------------------------- | ----- | ------------- |
| Farfan 34' Nolberto Solano 61' Acasiete 72' | (1–0) | Margiotta 74' |

| Estadio Nacional, Lima Nézőszám: 43 000 Játékvezető: Ruben Selman (chilei) |

| 2004. július 12. |

| Venezuela | 1–1   | Bolívia     |
| --------- | ----- | ----------- |
| Morán 27' | (1–1) | Galindo 33' |

| Estadio Mansiche, Trujillo Nézőszám: 25 000 Játékvezető: Marco Antonio Rodríguez (mexikói) |

| 2004. július 12. |

| Peru                   | 2–2   | Kolumbia              |
| ---------------------- | ----- | --------------------- |
| Solano 58' Maestri 60' | (0–1) | Congo 33' Aguilar 53' |

| Estadio Mansiche, Trujillo Nézőszám: 25 000 Játékvezető: William Mattus (Costa Rica-i) |

#### B csoport
| Csapat    | M | Gy | D | V | G+ | G– | Gk | P |
| --------- | - | -- | - | - | -- | -- | -- | - |
| Mexikó    | 3 | 2  | 1 | 0 | 5  | 3  | +2 | 7 |
| Argentína | 3 | 2  | 0 | 1 | 10 | 4  | +6 | 6 |
| Uruguay   | 3 | 1  | 1 | 1 | 6  | 7  | –1 | 4 |
| Ecuador   | 3 | 0  | 0 | 3 | 3  | 10 | –7 | 0 |

| 2004. július 7. |

| Mexikó               | 2–2   | Uruguay               |
| -------------------- | ----- | --------------------- |
| Osorio 45' Pardo 69' | (1–1) | Bueno 43' Montero 88' |

| Estadio Elías Aguirre, Chiclayo Nézőszám: 25 000 Játékvezető: Gilberto Hidalgo (perui) |

| 2004. július 7. |

| Argentína                                                                     | 6–1   | Ecuador     |
| ----------------------------------------------------------------------------- | ----- | ----------- |
| Kily González 5' (11-esből) Saviola 64' 75' 79' D'Alessandro 84' Gonzalez 90' | (1–0) | Delgado 62' |

| Estadio Elías Aguirre, Chiclayo Nézőszám: 24 000 Játékvezető: Carlos Amarilla (paraguayi) |

| 2004. július 10. |

| Uruguay              | 2–1   | Ecuador   |
| -------------------- | ----- | --------- |
| Forlán 61' Bueno 78' | (0–0) | Salas 73' |

| Estadio Elías Aguirre, Chiclayo Nézőszám: 25 000 Játékvezető: Gustavo Brand (venezuelai) |

| 2004. július 10. |

| Argentína | 0–1   | Mexikó     |
| --------- | ----- | ---------- |
|           | (0–1) | Morales 8' |

| Estadio Elías Aguirre, Chiclayo Nézőszám: 25 000 Játékvezető: Márcio Rezende (brazil) |

| 2004. július 13. |

| Mexikó                                 | 2–1   | Ecuador     |
| -------------------------------------- | ----- | ----------- |
| Altamirano 23' (11-esből) Bautista 42' | (2–0) | Delgado 71' |

| Estadio Miguel Grau, Piura Nézőszám: 21 000 Játékvezető: Eduardo Lecca (perui) |

| 2004. július 13. |

| Argentína                                    | 4–2   | Uruguay                   |
| -------------------------------------------- | ----- | ------------------------- |
| Kily González 19' Figueroa 20' 89' Ayala 80' | (2–2) | Estoyanoff 7' Sánchez 38' |

| Estadio Miguel Grau, Piura Nézőszám: 24 000 Játékvezető: Rubén Selman (chilei) |

#### C csoport
| Csapat     | M | Gy | D | V | G+ | G– | Gk | P |
| ---------- | - | -- | - | - | -- | -- | -- | - |
| Paraguay   | 3 | 2  | 1 | 0 | 4  | 2  | +2 | 7 |
| Brazília   | 3 | 2  | 0 | 1 | 6  | 3  | +3 | 6 |
| Costa Rica | 3 | 1  | 0 | 2 | 3  | 6  | –3 | 3 |
| Chile      | 3 | 0  | 1 | 2 | 2  | 4  | –2 | 1 |

| 2004. július 8. |

| Costa Rica | 0–1   | Paraguay                  |
| ---------- | ----- | ------------------------- |
|            | (0–0) | Dos Santos 85' (11-esből) |

| Estadio Arequipa, Arequipa Nézőszám: 30 000 Játékvezető: Óscar Ruiz (kolumbiai) |

| 2004. július 8. |

| Brazília    | 1–0   | Chile |
| ----------- | ----- | ----- |
| Fabiano 90' | (0–0) |       |

| Estadio Arequipa, Arequipa Nézőszám: 35 000 Játékvezető: Marco Antonio Rodríguez (mexikói) |

| 2004. július 11. |

| Brazília                     | 4–1   | Costa Rica |
| ---------------------------- | ----- | ---------- |
| Adriano 45' 54' 67' Juan 49' | (1–0) | Marín 81'  |

| Estadio Arequipa, Arequipa Nézőszám: 12 000 Játékvezető: Héctor Baldassi (argentin) |

| 2004. július 11. |

| Paraguay      | 1–1   | Chile        |
| ------------- | ----- | ------------ |
| Cristaldo 78' | (0–0) | González 71' |

| Estadio Arequipa, Arequipa Nézőszám: 15 000 Játékvezető: Gustavo Méndez (uruguayi) |

| 2004. július 14. |

| Costa Rica            | 2–1   | Chile      |
| --------------------- | ----- | ---------- |
| Wright 60' Herrón 90' | (0–1) | Olarra 40' |

| Estadio Jorge Basadre, Tacna Nézőszám: 20 000 Játékvezető: René Ortubé (bolíviai) |

| 2004. július 14. |

| Brazília    | 1–2   | Paraguay                 |
| ----------- | ----- | ------------------------ |
| Fabiano 35' | (1–1) | González 29' Bareiro 71' |

| Estadio Arequipa, Arequipa Nézőszám: 8 000 Játékvezető: Gilbert Hildalgo (perui) |

#### Harmadik helyezett csapatok sorrendje
Sorrend meghatározása
1. az összes mérkőzésen szerzett több pont
2. az összes mérkőzésen elért jobb gólkülönbség
3. az összes mérkőzésen szerzett több gól
4. sorsolás

| Csoport | Csapat     | M | Gy | D | V | G+ | G– | Gk | P |
| ------- | ---------- | - | -- | - | - | -- | -- | -- | - |
| B       | Uruguay    | 3 | 1  | 1 | 1 | 6  | 7  | –1 | 4 |
| C       | Costa Rica | 3 | 1  | 0 | 2 | 3  | 6  | –3 | 3 |
| A       | Bolívia    | 3 | 0  | 2 | 1 | 3  | 4  | –1 | 2 |

### Egyenes kieséses szakasz
|  |                       |              |                   |                   |       |           |                   |                    |                    |                    |               |       |       |
|  | Negyeddöntők          | Negyeddöntők | Negyeddöntők      |                   |       | Elődöntők | Elődöntők         | Elődöntők          |                    |                    | Döntő         | Döntő | Döntő |
|  | Negyeddöntők          | Negyeddöntők | Negyeddöntők      |                   |       | Elődöntők | Elődöntők         | Elődöntők          |                    |                    | Döntő         | Döntő | Döntő |
|  | július 17. – Chiclayo |              |                   |                   |       |           |                   |                    |                    |                    |               |       |       |
|  |                       |              |                   |                   |       |           |                   |                    |                    |                    |               |       |       |
|  | Peru                  | Peru         | 0                 |                   |       |           |                   |                    |                    |                    |               |       |       |
|  | Peru                  | Peru         | 0                 | július 20. – Lima |       |           |                   |                    |                    |                    |               |       |       |
|  | Argentína             | Argentína    | 1                 |                   |       |           |                   |                    |                    |                    |               |       |       |
|  | Argentína             | Argentína    | 1                 |                   |       | Argentína | Argentína         | 3                  |                    |                    |               |       |       |
|  | július 17. – Trujillo |              |                   |                   |       | Argentína | Argentína         | 3                  |                    |                    |               |       |       |
|  |                       |              | Kolumbia          | Kolumbia          | 0     |           |                   |                    |                    |                    |               |       |       |
|  | Kolumbia              | Kolumbia     | Kolumbia          | Kolumbia          | 0     | 2         |                   |                    |                    |                    |               |       |       |
|  | Kolumbia              | Kolumbia     |                   |                   |       | 2         | július 25. – Lima |                    |                    |                    |               |       |       |
|  | Costa Rica            | Costa Rica   | 0                 |                   |       |           |                   |                    |                    |                    |               |       |       |
|  | Costa Rica            | Costa Rica   | 0                 |                   |       | Argentína | Argentína         | 2 (2)              |                    |                    |               |       |       |
|  | július 18. – Tacna    |              |                   |                   |       | Argentína | Argentína         | 2 (2)              |                    |                    |               |       |       |
|  |                       |              | Brazília          | Brazília          | 2 (4) |           |                   |                    |                    |                    |               |       |       |
|  | Paraguay              | Paraguay     | Brazília          | Brazília          | 2 (4) | 1         |                   |                    |                    |                    |               |       |       |
|  | Paraguay              | Paraguay     | július 21. – Lima |                   |       | 1         |                   |                    |                    |                    |               |       |       |
|  | Uruguay               | Uruguay      | 3                 |                   |       |           |                   |                    |                    |                    |               |       |       |
|  | Uruguay               | Uruguay      | 3                 |                   |       | Uruguay   | Uruguay           | 1 (3)              | Bronzmérkőzés      | Bronzmérkőzés      | Bronzmérkőzés |       |       |
|  | július 18. – Piura    |              |                   |                   |       | Uruguay   | Uruguay           | 1 (3)              | Bronzmérkőzés      | Bronzmérkőzés      | Bronzmérkőzés |       |       |
|  |                       |              | Brazília          | Brazília          | 1 (5) |           |                   | július 24. – Cuzco | július 24. – Cuzco | július 24. – Cuzco |               |       |       |
|  | Mexikó                | Mexikó       | Brazília          | Brazília          | 1 (5) | 0         |                   | július 24. – Cuzco | július 24. – Cuzco | július 24. – Cuzco |               |       |       |
|  | Mexikó                | Mexikó       |                   |                   |       |           |                   | Kolumbia           | Kolumbia           | 1                  |               |       |       |
|  | Brazília              | Brazília     | 4                 |                   |       |           |                   | Kolumbia           | Kolumbia           | 1                  |               |       |       |
|  | Brazília              | Brazília     | 4                 |                   |       | Uruguay   | Uruguay           | 2                  |                    |                    |               |       |       |
|  |                       |              |                   |                   |       | Uruguay   | Uruguay           | 2                  |                    |                    |               |       |       |

#### Negyeddöntők
| 2004. július 17. |

| Peru | 0–1   | Argentína |
| ---- | ----- | --------- |
|      | (0–0) | Tévez 60' |

| Estadio Elías Aguirre, Chiclayo Nézőszám: 25 000 Játékvezető: Carlos Amarilla (paraguayi) |

| 2004. július 17. |

| Kolumbia               | 2–0   | Costa Rica |
| ---------------------- | ----- | ---------- |
| Aguilar 41' Moreno 45' | (2–0) |            |

| Estadio Mansiche, Trujillo Nézőszám: 18 000 Játékvezető: Gustavo Méndez (uruguayi) |

| 2004. július 18. |

| Paraguay    | 1–3   | Uruguay                            |
| ----------- | ----- | ---------------------------------- |
| Gamarra 15' | (1–1) | Bueno 40' (11-esből) Silva 65' 88' |

| Estadio Jorge Basadre, Tacna Nézőszám: 20 000 Játékvezető: Héctor Baldassi (argentin) |

| 2004. július 18. |

| Mexikó | 0–4   | Brazília                                         |
| ------ | ----- | ------------------------------------------------ |
|        | (0–1) | Alex 26' (11-esből) Adriano 65' 78' Oliveira 87' |

| Estadio Miguel Grau, Piura Nézőszám: 22 000 Játékvezető: Óscar Ruiz (kolumbiai) |

#### Elődöntők
| 2004. július 20. |

| Argentína                        | 3–0   | Kolumbia |
| -------------------------------- | ----- | -------- |
| Tévez 33' González 50' Sorín 80' | (1–0) |          |

| Estadio Nacional, Lima Nézőszám: 22 000 Játékvezető: Gilberto Hidalgo (perui) |

| 2004. július 21. |

| Uruguay                   | 1–1 (h. u.)     | Brazília                           |
| ------------------------- | --------------- | ---------------------------------- |
| Sosa 22'                  | (1–0, 1–1, 1–1) | Adriano 46'                        |
| Büntetőpárbaj             |                 |                                    |
| Silva Viera Pouso Sánchez | 3–5             | Luisão Fabiano Adriano Renato Alex |

| Estadio Nacional, Lima Nézőszám: 10 000 Játékvezető: Marco Rodríguez (mexikói) |

#### 3. helyért
| 2004. július 24. |

| Kolumbia               | 1–2   | Uruguay                   |
| ---------------------- | ----- | ------------------------- |
| Herrera 70' (11-esből) | (0–1) | Estoyanoff 2' Sánchez 80' |

| Estadio Garcilaso de la Vega, Cuzco Nézőszám: 35 000 Játékvezető: René Ortubé (bolíviai) |

#### Döntő
| 2004. július 25. 15:00 |

| Argentína                                | 2–2 (h. u.)     | Brazília                 |
| ---------------------------------------- | --------------- | ------------------------ |
| Kily González 20' (11-esből) Delgado 87' | (1–1, 2–2, 2–2) | Luisão 45' Adriano 90+3' |
| Büntetőpárbaj                            |                 |                          |
| D'Alessandro Heinze Kily González Sorín  | 2–4             | Adriano Edu Diego Juan   |

| Estadio Nacional, Lima Nézőszám: 43 000 Játékvezető: Carlos Amarilla (paraguayi) |

| A 2004-es Copa América győztese |
| ------------------------------- |
| BRAZÍLIA 7. cím                 |

### Gólszerzők
| 7 gólos - Adriano 3 gólos - Javier Saviola - Kily González - Carlos Bueno 2 gólos - Luciano Figueroa - Lucho González - Carlos Tévez - Luís Fabiano - Agustín Delgado - Abel Aguilar - Tressor Moreno - Nolberto Solano - Fabian Estoyanoff - Vicente Sánchez - Darío Silva | 1 gólos - Andrés D'Alessandro - Roberto Ayala - César Delgado - Juan Pablo Sorín - Lorgio Álvarez - Joaquín Botero - Gonzalo Galindo - Alex - Juan - Luisão - Ricardo Oliveira - Sebastián González - Rafael Olarra - Andy Herrón - Luis Marín - Mauricio Wright - Franklin Salas - Edwin Congo - Sergio Herrera - Edixon Perea | 1 gólos (folytatás) - Héctor Altamirano - Adolfo Bautista - Ramón Morales - Ricardo Osorio - Pável Pardo - Fredy Barreiro - Ernesto Cristaldo - Julio Dos Santos - Carlos Gamarra - Julio González - Santiago Acasiete - Jefferson Farfán - Flavio Maestri - Roberto Palacios - Claudio Pizarro - Diego Forlán - Ruberth Morán - Paolo Montero - Marcelo Sosa - Massimo Margiotta |

### Végeredmény
Az első négy helyezett utáni sorrend nem tekinthető hivatalosnak, mivel ezekért a helyekért nem játszottak mérkőzéseket. Ezért e helyezések meghatározásához az alábbiak lettek figyelembe véve:
1. több szerzett pont (a 11-esekkel eldöntött találkozók a hosszabbítást követő eredménnyel, döntetlenként vannak feltüntetve)
2. jobb gólkülönbség
3. több szerzett gól

A hazai csapat eltérő háttérszínnel kiemelve.
| Helyezés | Nemzet     | M | Gy | D | V | G+ | G– | Gk  | P  |
| -------- | ---------- | - | -- | - | - | -- | -- | --- | -- |
| Arany    | Brazília   | 6 | 3  | 2 | 1 | 13 | 6  | +7  | 11 |
| Ezüst    | Argentína  | 6 | 4  | 1 | 1 | 16 | 6  | +10 | 13 |
| Bronz    | Uruguay    | 6 | 3  | 2 | 1 | 12 | 10 | +2  | 11 |
| 4.       | Kolumbia   | 6 | 3  | 1 | 2 | 7  | 7  | 0   | 10 |
|          |            |   |    |   |   |    |    |     |    |
| 5.       | Paraguay   | 4 | 2  | 1 | 1 | 5  | 5  | 0   | 7  |
| 6.       | Mexikó     | 4 | 2  | 1 | 1 | 5  | 7  | –2  | 7  |
| 7.       | Peru       | 4 | 1  | 2 | 1 | 7  | 6  | +1  | 5  |
| 8.       | Costa Rica | 4 | 1  | 0 | 3 | 3  | 8  | –5  | 3  |
|          |            |   |    |   |   |    |    |     |    |
| 9.       | Bolívia    | 3 | 0  | 2 | 1 | 3  | 5  | –2  | 2  |
| 10.      | Chile      | 3 | 0  | 1 | 2 | 2  | 4  | –2  | 1  |
| 11.      | Venezuela  | 3 | 0  | 1 | 2 | 2  | 5  | –3  | 1  |
| 12.      | Ecuador    | 3 | 0  | 0 | 3 | 3  | 10 | –7  | 0  |